# Maciej Hirschler
Maciej Hirschler (ur. 1 marca 1807 w Winnikach, zm. 27 maja 1881 w Przemyślu) – polski duchowny rzymskokatolicki, kanonik lwowski od 1852, biskup przemyski od 1870 do 1881, poseł wirylista Sejmu Krajowego Galicji od 1870.

## Życiorys
Kształcił się w Tarnopolu i Wiedniu, gdzie w 1830 przyjął święcenia kapłańskie. Przez pewien czas, m.in. w 1832 pracował jako katecheta w C. K. Gimnazjum w Brzeżanach. Wikariusz i proboszcz w 1836 w Brzeżanach, następnie w 1846 w Gołogórach.
W 1864, jako dziekan katedralny przy lwowskiej kapitule, został odznaczony Krzyżem Kawalerskim Orderu Leopolda z uwolnieniem od opłaty.

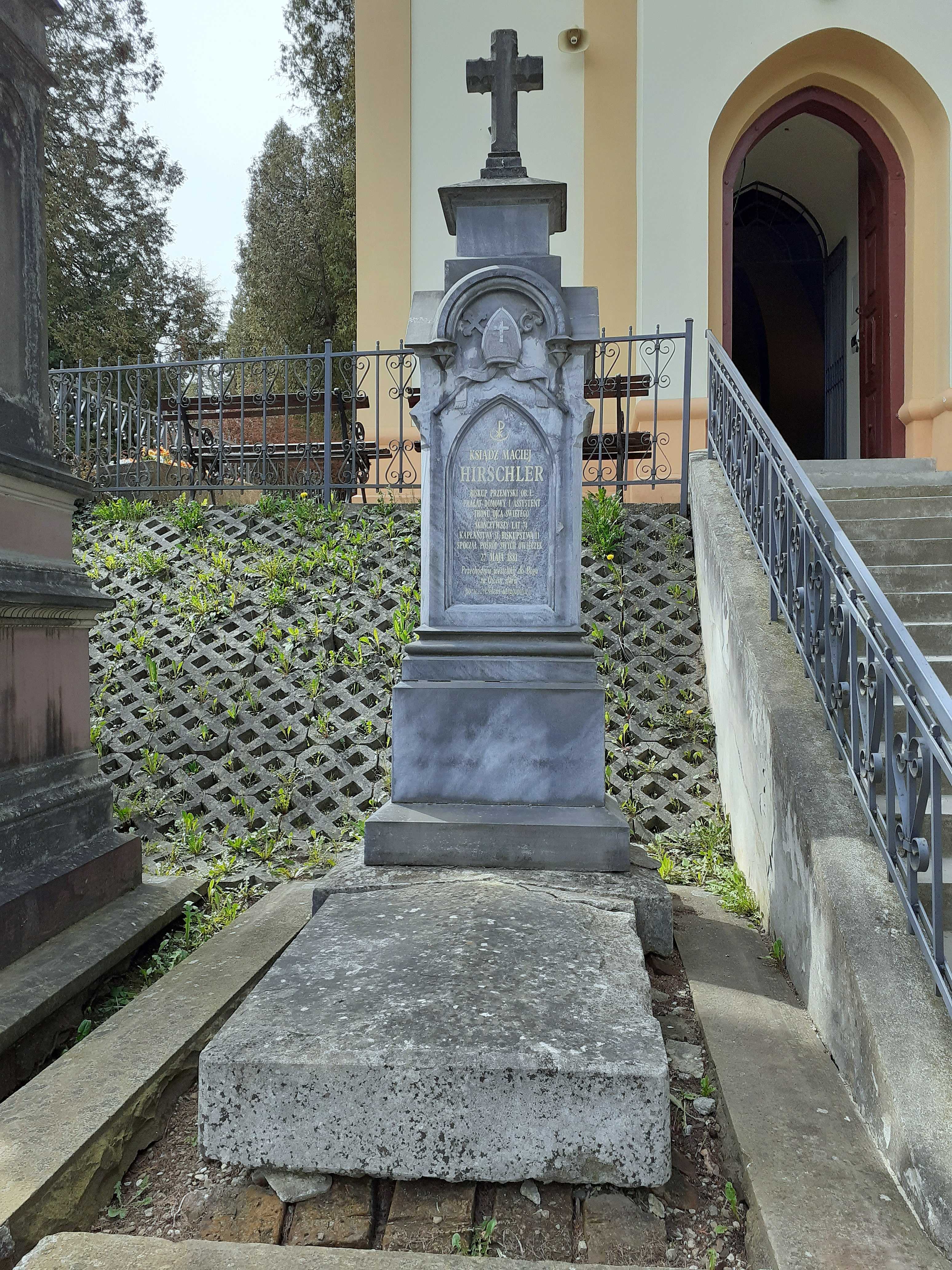
Nagrobek ks. bp. Macieja Hirschlera

Prekonizowany biskupem przemyskim 27 czerwca 1870, sakrę biskupią przyjął 21 sierpnia 1870, a ingres do katedry odbył 11 września 1870. Wspierał misje parafialne, katechizację i bractwa trzeźwości rozciągnął działalność abstynencką również na dzieci polecając księżom zapisywać je do Stowarzyszenia Aniołów Stróżów.
Został pochowany na cmentarzu Głównym w Przemyślu.